# JBoss jBPM
jBPM (Java Business Process Model) est un moteur de workflow. Il permet la gestion de flux d'informations ainsi que la coordination entre biens et personnes. jBPM est un logiciel libre développé par JBoss. Il est écrit en Java.
En plus du moteur de workflow, jBPM fournit des applications de développement simple. Elles permettent de poser graphiquement les différentes étapes qui composent le processus.
Ce système sépare la logique de processus de la logique d'entreprise ; il permet d'analyser et de définir visuellement les procédures d'entreprise et d'en assembler les domaines d'activité. Ce cadre améliore la communication entre les développeurs et les analystes d'affaire.
Il existe plusieurs langages de gestion de procédures, chacun dédié à un domaine spécifique. jBPM étant basé sur la technologie process virtual machine, il supporte de nombreux langages de processus, tels que jPDL (le langage de JBoss), WS-BPEL ou Pageflow.
jBPM souffre de plusieurs problèmes : il ne prend en charge ni le renvoi de tâches, ni les contre-signatures, ni les tâches récurrentes. De plus, il n'offre pas un cadre applicatif complet, ce qui empêche son utilisation directe.